# EQ こころの知能指数
『EQ こころの知能指数』（EQ こころのちのうしすう）は、ダニエル・ゴールマンenによって書かれた本。土屋京子訳。

## 概要
1996年7月、講談社より出版。アメリカ合衆国では1995年に発表。
社会で成功するためには知能指数ではなく心の知能指数であることを述べる。
知能指数偏重の社会の病理を暴きだし、本当の頭の良さとは何であるかを述べる。
全世界で500万部、日本では80万部のベストセラー。
アメリカ合衆国では52週間連続ベストセラー。